# لويز فيليب بوندي
لويز فيليب بوندي (مواليد 1959) كاتب برازيلي وأستاذ الفلسفة.
حصل على بكالوريوس الآداب في الفلسفة وحصل على درجة الدكتوراه من جامعة ساو باولو، جنبًا إلى جنب مع برنامج التبادل مع جامعة باريس. أنهى دراسته لما بعد الدكتوراه في جامعة تل أبيب. يعمل حاليًا كأستاذ في المؤسسة التعليمية البرازيلية مؤسسة أرماندو ألفاريس بنتيدو والجامعة البابوية الكاثوليكية في ساو باولو.
يكتب أسبوعيًا في الصحيفة البرازيلية فولها دي ساو باولو، وهو مؤلف للعديد من الأعمال، وأشهرها كتابه «الدليل غير الصحيح للفلسفة السياسية».
كونه من أصل يهودي سفاردي، في مقطع فيديو على يوتيوب عام 2013 أعلن بوندي نفسه ملحدًا لكنه تخلى لاحقًا عن آرائه وأصبح ناقدًا للإلحاد والمادية.